# Tosin Ogunode
Tosin Joseph Ogunode (* 2. März 1994 in Nigeria) ist ein katarischer Sprinter aus Nigeria, der seit 2014 international für Katar startberechtigt ist. Er ist der jüngere Bruder des Sprinters Femi Ogunode.

## Sportliche Laufbahn
2016 qualifizierte sich Tosin Ogunode für die Hallenasienmeisterschaften in Doha und wurde dort im Halbfinale über 60 Meter disqualifiziert. 2017 nahm er an den Asienmeisterschaften im indischen Bhubaneswar über 100 Meter teil und erreichte dort im Finale den fünften Platz. Bei den Hallenasienmeisterschaften 2018 in Teheran gewann er hinter dem Iraner Hassan Taftian die Silbermedaille im 60-Meter-Lauf. Damit qualifizierte er sich für die Hallenweltmeisterschaften in Birmingham, bei denen er mit 6,77 s im Halbfinale ausschied. Ende August nahm er erstmals an den Asienspielen in Jakarta teil und gewann dort in 10,00 s die Silbermedaille hinter dem Chinesen Su Bingtian. Über 200 Meter gelangte er bis in das Halbfinale, konnte dort aber seinen Lauf nicht beenden.
2019 erreichte er bei den Asienmeisterschaften in Doha das Halbfinale, in dem er mit 10,32 s ausschied. 2021 gewann er bei den Arabischen Meisterschaften in Radès in 10,41 s die Silbermedaille hinter seinem Bruder Femi Ogunode und im Jahr darauf wurde er bei den Islamic Solidarity Games in Konya im Halbfinale disqualifiziert und gelangte mit der 4-mal-100-Meter-Staffel mit 40,36 s auf Rang acht. 2023 gewann er bei den Westasienmeisterschaften in Doha in 10,31 s die Bronzemedaille über 100 Meter hinter seinem Bruder Femi und Abdullah Abkar Mohammed aus Saudi-Arabien. Anschließend belegte er bei den Arabischen Meisterschaften in Marrakesch in 10,50 s den fünften Platz, wie auch bei den Hallenasienmeisterschaften im Jahr darauf in Teheran mit 6,69 s über 60 Meter.

## Persönliche Bestzeiten
- 100 Meter: 10,00 s (+0,8 m/s), 26. August 2018 in Jakarta
  - 60 Meter (Halle): 6,50 s, 25. Januar 2014 in Flagstaff
- 200 Meter: 20,78 s (+0,1 m/s), 28. August 2018 in Jakarta